# ۶۶۵ (پیش از میلاد)
۶۶۵ (پیش از میلاد) ۶۶۵مین سال قبل از تقویم میلادی است.